# Vuelo 537 de Eastern Air Lines
El vuelo 537 de Eastern Air Lines, matrícula N88727, era un avión Douglas DC-4 con ruta desde Boston, Massachusetts, a Washington D. C., a través de puntos intermedios el 1 de noviembre de 1949. NX-26927 era un Lockheed P-38 Lightning que Erick Rios Bridoux de la Fuerza Aérea de Bolivia estaba probando para su aceptación por parte del gobierno de Bolivia. Los dos aviones chocaron en el aire a una altitud de 300 pies aproximadamente media milla al suroeste del umbral de la Pista 3 en el Aeropuerto Nacional de Washington, matando a los 55 pasajeros a bordo del DC-4 e hiriendo gravemente al piloto del P-38. En ese momento, fue el incidente aéreo más mortífero en la historia de los Estados Unidos.

## Accidente
Los controladores de torre que estaban de servicio ese día en el National testificaron que el P-38 había despegado en la Pista 3, giró a la izquierda al norte del Pentágono, voló en círculos sobre Arlington y luego regresó, solicitando permiso para aterrizar debido a problemas con el motor. El controlador autorizó a la aeronave a unirse al patrón de tráfico de la izquierda, pero en su lugar voló hacia el sur del aeropuerto y entró en una aproximación larga y directa al mismo tiempo que el vuelo 537 giraba hacia una final más corta. Luego, el controlador llamó al vuelo 537 y le ordenó que girara a la izquierda; comenzó el giro, pero para entonces el P-38, siendo considerablemente más rápido que un DC-4 en la final, superó a la aeronave a media milla al suroeste del umbral de la pista 3.
El DC-4 fue cortado por la mitad por la hélice izquierda del P-38 justo delante del borde de fuga del ala. La parte de popa del DC-4 cayó al suelo en la orilla oeste del río Potomac; otras piezas se ubicaron en Alexandria, Virginia en Richmond, Fredericksburg &amp; Potomac Railroad Potomac Yard y en una carretera que pasa cerca del Yard. La parte delantera de la aeronave cayó al río, al igual que el P-38.

Muchas horas después de la colisión de un transporte de pasajeros de Eastern Air Lines y un avión de combate boliviano, la búsqueda continuó hoy bajo el resplandor de los focos de los nueve pasajeros cuyos cuerpos aún no han sido recuperados.

Conmocionados, los miembros del Congreso, atónitos por la pérdida de uno de los suyos (Dem. George J. Bates), prometieron una investigación completa de seguridad aérea. La Junta de Aeronáutica Civil dijo que sus audiencias sobre la causa del accidente comenzarán en unos días. La aerolínea también programó una investigación propia. El desastre ocurrió cuando el gran transporte DC-4 se dirigía al Aeropuerto Nacional para aterrizar poco antes del mediodía, volando a unos 300 pies.

En el patrón de tráfico, pidiendo instrucciones de aterrizaje, llegó un caza P-38 pilotado por el mejor aviador de Bolivia, Erick Rios Bridoux. Bridoux estaba probando la nave bimotor que su gobierno había comprado a los Estados Unidos. Un operador de la torre del aeropuerto a apenas media milla de distancia vio que el P-38 se acercaba al transporte. Gritó un aviso por radio al boliviano de 28 años, pero el P-38 seguía llegando. Entonces la torre señaló frenéticamente el transporte. El piloto del DC-4 desvió la gran nave de su camino, pero demasiado tarde. El luchador lo desgarró desde arriba y desde un lado. El avión se partió por la mitad. Los cuerpos y los restos cayeron al agua ya lo largo de la orilla del Potomac.
2 de noviembre de 1949, Herald-Press, St. Joseph, Michigan.

El sargento de la Fuerza Aérea de los Estados Unidos, Morris J. Flounlacker sacó del río Potomac a Bridoux, que caminaba débilmente, justo cuando el piloto herido perdía el conocimiento. En el Hospital de Alexandria, los médicos descubrieron que tenía la espalda rota, costillas aplastadas y contusiones graves.
Bridoux contradijo gran parte del testimonio de los controladores de torre cuando habló con los investigadores de la Junta de Aeronáutica Civil (CAB). Afirmó que había despegado de la pista 36, había estado en contacto constante con la torre y había sido autorizado explícitamente para aterrizar en la pista 3 con el distintivo de llamada "Boliviano 927". Sin embargo, el testimonio tanto del personal de la torre como de un controlador militar que escuchaba la frecuencia desde su posición en la Base de la Fuerza Aérea de Bolling (así como otras discrepancias en el testimonio del piloto del P-38) llevó al CAB a descartar la versión de los hechos de Bridoux. Como Bridoux hablaba y entendía bien el inglés, se pensó que las dificultades del idioma no jugaron ningún papel en el accidente.
El CAB determinó que las principales causas probables del accidente fueron la decisión del piloto del P-38 de aterrizar sin la autorización adecuada y su falta de vigilancia normal para detectar tráfico conflictivo. El CAB también descubrió que los controladores de la torre no ejercieron la debida vigilancia al no notificar a los pilotos del vuelo 537 antes sobre la situación crítica del tráfico que se estaba desarrollando. Sin embargo, el informe también establece que incluso si el vuelo 537 hubiera recibido un aviso anterior con respecto a la ubicación del P-38, aún podría haber sido demasiado tarde para evitar el accidente, ya que las acciones de Bridoux dejaron al vuelo 537 solo unos segundos para girar.
Entre los muertos en el vuelo 537 estaban el congresista George J. Bates, la caricaturista de The New Yorker, Helen E. Hokinson y el ex congresista Michael J. Kennedy.